# 胡烈
胡烈（220年代—270年7月9日），字玄武，安定郡臨涇縣人，曹魏和西晋时期名将。曹魏車騎將軍胡遵之子，胡奮之弟，胡淵之父。

## 生平
甘露二年（257年）的諸葛誕之亂時，任泰山太守出戰，以奇襲逼退东吴朱异，令其被孫綝殺害。
景元二年（261年），吳將鄧由等人率眾詐降，襄陽太守胡烈向王基報告，但被王基識破。
景元四年（263年），以南安太守兼護軍的身份随钟会伐蜀，任為先鋒，蔣舒率眾向胡烈投降，後和鍾會、師纂誣陷鄧艾企圖謀反，將其押送至洛陽。次年鍾會作亂企圖稱王，胡烈等隨衛瓘背叛並討伐鍾會，因此升任荊州刺史，之後受命前往救援堅守永安的羅憲。
晉泰始四年（268年），於荊州襄陽擊退吳將施績和萬彧。
泰始五年，拜任秦州刺史，屯兵于高平川（今宁夏固原市清水河），以嚴防早年鄧艾招降而散居在雍州、涼州之間的鮮卑部落（今甘肅中西部及內蒙古西部）數萬人。
當時凉州大旱，鲜卑民族叛變，泰始六年六月戊午日（270年7月9日），為鲜卑人禿髮樹機能殺害於万斛堆（今宁夏中卫与甘肃靖远交界）。

## 評價
- 胡烈任襄阳太守期間，有“惠化”，百姓歌曰："美哉明后，俊哲惟嶷。陶广乾坤，周孔是则。文武播畅，威振遐域。"[14]
- 陳騫：“胡烈、牽弘皆勇而無謀，強于自用，非綏邊之材，將為國恥。”